# ووینووو (استان وارمی-ماسوری)
ووینووو (به لاتین: Wojnowo) یک روستا در لهستان است که در گمینا روچیان-نگدا واقع شده‌است. ووینووو ۲۳۰ نفر جمعیت دارد.